# Мюллюпуро
Мюллюпуро (фин. Myllypuro, швед. Kvarnbäcken, рус. Мюллюпуро (Мельничный Ручей)) — район в восточной части города Хельсинки. В районе расположена одноимённая станция Хельсинкского метрополитена. В Мюллюпуро располагается новый кампус университета прикладных наук «Метрополия» .